# Parc marin d'Odaiba
Le parc marin d'Odaiba (お台場海浜公園, Odaiba kaihin kōen) est un parc urbain situé sur l'île artificielle d'Odaiba, dans le quartier de Minato de Tokyo (Japon). Le parc est baigné par les eaux de la baie de Tokyo.

## Histoire
Le parc est inauguré le 1er décembre 1975. Entre avril 1998 et mai 1999, le parc accueille temporairement la réplique de la statue de la Liberté de l'île aux Cygnes de Paris à l'occasion de l'événement « l'année française au Japon ». Compte tenu de sa popularité, une réplique permanente de la statue est érigée dans le parc en décembre 2000.
Après un report d'un an en raison de la pandémie de COVID-19, du 26 au 31 juillet et les 4 et 5 août 2021, le parc accueille respectivement les compétitions de triathlon et de natation de fond de la XXXIIe olympiade. Les 28 et 29 août ont lieu les compétitions de paratriathlon des XVIe Jeux paralympiques d'été. Pour l'occasion, une structure temporaire est créée pouvant accueillir jusqu'à 5 500 spectateurs.

## Caractéristiques
Le parc occupe une superficie totale d'environ 75 400 m2 et comprend également 435 395 m2 de superficie marine faisant partie de la baie de Tokyo. Parmi les espèces végétales présentes dans le parc figurent les Pinus, Serrulata, Bambusoideae, Lagerstroemia, Kerria japonica, hortensia, Camélia, Acer, Erythrina crista-galli, Cycas revoluta, Styphnolobium japonicum, Robinia pseudoacacia, Liriodendron, Rhododendron, Ph. Magnolia et Olea europaea.
Les éléments caractéristiques du parc sont une plage de sable d'environ 800 mètres de long, une plate-forme d'observation avec vue sur les plus hautes constructions de Tokyo et le Rainbow Bridge ainsi qu'une réplique en taille réduite de la statue de la Liberté.